# Эузебиу (Сеара)
Эузебиу (порт. Eusébio) — муниципалитет в Бразилии, входит в штат Сеара. Составная часть мезорегиона Агломерация Форталеза. Входит в экономико-статистический микрорегион Форталеза. Население составляет 39 697 человек на 2006 год. Занимает площадь 78,65 км². Плотность населения — 518,4 чел./км².

## История
Город основан 19 июня 1987 года.

## Статистика
- Валовой внутренний продукт на 2004 год составляет 567 860 000,00 реалов (данные: Бразильский институт географии и статистики).
- Валовой внутренний продукт на душу населения на 2004 год составляет 15 269,00 реалов (данные: Бразильский институт географии и статистики).
- Индекс развития человеческого потенциала на 2000 год составляет 0,684 (данные: Программа развития ООН)[источник не указан 579 дней].